# Hălăucești
Hălăucești is een Roemeense gemeente in het district Iași.
Hălăucești telt 5829 inwoners. Het overgrote deel van de bevolking verklaarde in 2011 Rooms Katholiek te zijn. Dit duidt op een Csángó-achtergrond van de bevolking.